# Formosa 1
Formosa 1 (Formosa 1 Offshore Wind Farm) är en 128 MW havsbaserad vindkraftspark i Formosasundet i nordvästra, Taiwan. Anläggningen, som togs i drift i december 2019, ligger 2-6 kilometer från fastlandet och fundamenten står på 15-30 meters djup.
Vindkraftsparken ingår i "Tusen vindkraftverk", ett projekt som startades år 2012 med mål att bygga ut den havsbaserade vindkraften i Taiwan till 5,7 GW år 2025.
De två första vindkraftverken av typ Siemens SWT-4.0-120, med en total effekt på 8 MW, byggdes i november 2016 och togs i drift i april året efter. Varje vindkraftverk  har tre 58,5 meter långa vingar som sveper över en 11 300 m2 yta. 
Etapp 2, som består av 20 Siemens SWT-6.0-154 med en total effekt på 120 MW, började byggas i maj 2019 och togs i drift i december samma år.
För att underlätta underhåll är varje fundament försedd med en toppmonterad kran.
Vindkraftverken övervakas kontinuerligt från en kontrollcentral i Brande i Danmark.
Ytterligare två vindkraftsparker i Formosasundet, Changhua-1 och Changhua-2a, med en total effekt på 900 MW fördelat på 112 vindkraftverk började byggas i november 2019. Anläggningen beräknas vara i drift år 2022.